# Artur Żabicki
Artur Oskar Juliusz Żabicki vel Feldtman (ur. 31 sierpnia 1877 we Lwowie, zm. 1951) – polski prawnik, sędzia Najwyższego Trybunału Administracyjnego, specjalista prawa handlowego, nauczyciel akademicki Wydziału Prawa Uniwersytetu Łódzkiego.

## Życiorys
28 lutego 1922 Ministerstwo Spraw Wewnętrznych zezwoliło mu na zmianę nazwiska rodowego „Feldtman” na nazwisko „Żabicki”. W tym czasie był naczelnikiem wydziału w Ministerstwie Skarbu.
W okresie II Rzeczypospolitej był sędzią Najwyższego Trybunału Administracyjnego.
Był wykładowcą w Wyższej Szkole Handlowej. Wykładał też prawo handlowe w Wolnej Wszechnicy Polskiej w Warszawie oraz w jej oddziale łódzkim. Po zakończeniu II wojny światowej, w 1945 został członkiem Komitetu Organizacyjnego Uniwersytetu Państwowego w Łodzi i organizatorem Wydziału Prawno-Ekonomicznego. W utworzonym na jego bazie Uniwersytecie Łódzkim, w okresie 1945–1948 był kierownikiem Katedry Prawa Handlowego (jej tradycje przejęła późniejsza Katedra Prawa Gospodarczego i Handlowego).

## Ordery i odznaczenia
- Krzyż Komandorski Orderu Odrodzenia Polski (11 listopada 1937)[9]
- Złoty Krzyż Zasługi (10 listopada 1933)[10]